# Berry (Sängerin)
Berry (* 19. Februar 1978, bürgerlich Élise Pottier) ist eine französische Sängerin und Schauspielerin. Sie ist Tochter der französischen Sängerin Christine Authier.

## Leben und Wirken
Ihr Debütalbum Mademoiselle erschien in Frankreich am 25. Februar 2008, in Deutschland anderthalb Jahre später, am 9. Juni 2009 bei Mercury/Universal. Es blieb 53 Wochen in den französischen Charts und erreichte dort Platz 34.
Auf der Blank & Jones CD Relax Edition Six von 2011 lieferte sie die Vocals zu Comment te dire adieu, der französischen  Version von It Hurts To Say Goodbye.

## Diskografie
- 2009: Mademoiselle
- 2012: Les Passagers

## Filmografie (Auswahl)
- 2003: Kommissar Moulin (Fernsehserie, Gastauftritt)
- 2005–06: Les Cordier, juge et flic (Fernsehserie, drei Gastauftritte)
- 2006: Le juge est une femme (Fernsehserie, Gastauftritt)